# A múlt börtönében
A múlt börtönében (eredeti cím: Vencer el pasado) 2021-es mexikói telenovella, amelyet Pedro Armando Rodríguez és Alejandra Romero Meza alkotott. A főbb szerepekben Angelique Boyer, Sebastián Rulli, África Zavala, Manuel "Flaco" Ibáñez, Leticia Perdigón, Ferdinando Valencia és Horacio Pancheri látható.
Mexikóban 2021. július 12-e és 2021. november 5-e között sugározta a Las Estrellas, Magyarországon 2024. június 6-a és 2024. október 4-e között mutatta be a TV2.

## Történet
A sorozat négy nőt követ, akik megpróbálják legyőzni a szerencsétlenségeket. Felismerve, hogy a közösségi médiában közzétett tartalmak soha nem törlődnek, megoldást kell találniuk arra, hogy a jelenben éljenek, és a pozitív jövőre összpontosítsanak, ha le akarják győzni a múltbeli akadályokat.

## Szereplők

### Főszereplők
| Színész               | Szerep                                          | Magyar hang           |
| --------------------- | ----------------------------------------------- | --------------------- |
| Angelique Boyer       | Renata Sánchez Vidal / Alondra Mascaró Martínez | Zakariás Éva          |
| Sebastián Rulli       | Darío Valencia Grimaldi / Mauro Álvarez         | Tokaji Csaba          |
| Erika Buenfil         | Carmen Medina de Cruz                           | Frajt Edit            |
| África Zavala         | Fabiola Mascaró Zermeño Sanchez Vidal           | Kiss Virág            |
| Manuel "Flaco" Ibáñez | Camilo Sánchez                                  | Végh Péter            |
| Leticia Perdigón      | Sonia Vidal de Sánchez                          | Kovács Nóra           |
| Ferdinando Valencia   | Javier Mascaró Zermeño                          | Moser Károly          |
| Horacio Pancheri      | Alonso Cancino                                  | Dányi Krisztián       |
| Diego Olivera         | Lucio Tinoco                                    |                       |
| Otto Sirgo            | Eusébio Valencia                                | Berzsenyi Zoltán      |
| Valentina Buzzurro    | Gemma Corona Albarrán                           | Gyarmati Laura        |
| Jade Fraser           | Cristina Durán Bracho                           |                       |
| Arantza Ruiz          | Mariluz Blanco Martínez                         | Laudon Andrea         |
| Gabriela Rivero       | Brenda Zermeño de Mascaró                       | Dudás Eszter          |
| Roberto Blandón       | Heriberto Cruz Núñez                            | Rosta Sándor          |
| Cynthia Alesco        | Ana Solís                                       | Gáspár Kata           |
| Arena Ibarra          | Natalia Raitelli                                | Sipos Eszter Anna     |
| Luis Curiel           | Rodrigo Valencia                                | Pál Dániel Máté       |
| Miguel Martínez       | Erik Sánchez Vidal                              | Czető Roland          |
| Sebastián Poza        | Ulises Cruz Medina                              | Bogdán Gergő          |
| Iván Bronstein        | Isidro Roca Benavides                           | Petridisz Hrisztosz   |
| Alberto Lomnitz       | Arturo Álvarez                                  |                       |
| Eugenio Montessoro    | Norberto Correa                                 | Csuha Lajos           |
| Ana Paula Martínez    | Danna Cruz Medina                               | Schmidt Karolina      |
| André de Regil        | Oliver Cruz Medina                              | Holló-Zsadányi Norman |
| André Real            | Juan Pablo "Juanpa" Tinoco                      |                       |
| Camila Nuñez          | Wendy Tinoco                                    |                       |
| María Perroni         | Rita Lozano                                     |                       |
| Leonardo Daniel       | Lisandro Mascaró                                | Dézsy Szabó Gábor     |
| Fernanda Borches      | Prisila                                         | Mezei Kitty           |
| Arcelia Ramírez       | Inés Bracho                                     |                       |

### Mellékszereplők
| Színész                    | Szerep                            | Magyar hang        |
| -------------------------- | --------------------------------- | ------------------ |
| Claudia Álvarez            | Ariadna López Hernández de Falcón | Roatis Andrea      |
| Matías Novoa               | Claudio Fonseti                   | Dévai Balázs       |
| Dacia González             | María "Mary"                      | Szórádi Erika      |
| Beatriz Moreno             | Efigenia Cruz "Doña Efi"          | Zsurzs Kati        |
| Gabriela Núñez             | Zoila Martínez de Blanco          | Törtei Tünde       |
| Ignacio Guadalupe          | Gaudencio Blanco                  | Szokol Péter       |
| Andrea Locord              | Norma Blanco Martínez             | Dobó Enikő         |
| Elías Toscano              | Benito                            | Seszták Szabolcs   |
| Cruz Rendel                | Eleazar Tolentino                 | Csiby Gergely      |
| Fernando Manzano Moctezuma | José Blanco Martínez              | Ács Balázs         |
| Ricardo Manuel Gómez       | Marco Blanco Martínez             | Czető Ádám         |
| Alejandra Ley              | Romero Gómez                      | Kokas Piroska      |
| Camila Rivas               | Larisa                            | Hegedűs Johanna    |
| Xavier Cervantes           | Silvano Fonseti                   | Faragó András      |
| José Remis                 | Samuel "Samy"                     | Hamvas Dániel      |
| Roberto Tello              | Delfino                           | Kapácsy Miklós     |
| Karina Kleinman            | Teresa "Tere"                     | Bogdányi Titanilla |
| Gloria Izaguirre           | Doña Minerva                      | Farkasinszky Edit  |

### Magyar változat
A szinkront a Direct Dub Studios készítette.
- Szinkronrendező: Szentesi Dorottya
- Magyar szöveg: Lajos Mária, Nagy Anikó, Seres Bernadett, Hajós Szilárd

## Évados áttekintés
| Évad | Évad | Epizódok száma | Eredeti sugárzás | Eredeti sugárzás  | Eredeti sugárzás | Magyar sugárzás | Magyar sugárzás  | Magyar sugárzás |
| Évad | Évad | Epizódok száma | Évadpremier      | Évadfinálé        | Eredeti adó      | Évadpremier     | Évadfinálé       | Magyar adó      |
| ---- | ---- | -------------- | ---------------- | ----------------- | ---------------- | --------------- | ---------------- | --------------- |
|      | 1.   | 85             | 2021. július 12. | 2021. november 5. |                  | 2024. június 6. | 2024. október 4. |                 |